# Complex San Dieguito
El complex San Dieguito és un patró arqueològic d'Amèrica del Nord que es va desenvolupar en l'Holocè primerenc. S'han detectat llocs relacionats amb el complex al sud de Califòrnia i regions veïnes del Sud-oest dels Estats Units, així com en la porció nord de la península de Califòrnia, al nord-oest de Mèxic, on és classificada com a part de l'Etapa Lítica de les cultures natives.

## Historial de recerques arqueològiques
El complex va ser identificat per primera vegada per Malcolm J. Rogers en 1919, en el lloc denominat SDI-W-240 a Escondido (Califòrnia). En aquest moment, Rogers va anomenar als portadors d'aquesta tradició cultural Scraper Makers, basat en la presència d'instruments lítics raspadors en els llocs relacionats amb el complex.
En un informe inicial, Rogers suggeria que els scraper makers corresponien a una segona onada de grups humans que van arribar a la regió, que es trobava ocupada pels portadors de la cultura que després va ser coneguda com a complex La Jolla. Els nouvinguts haurien desplaçat als primers habitants cap a les costes de l'oceà Pacífic. No obstant això, les mateixes excavacions de Rogers al lloc C. W. Harris (CA-SDI-149) a Rancho Santa Fe (Califòrnia) van permetre establir que els materials corresponents a la cultura de San Dieguito es trobaven en un estrat més antic que els pertanyents al complex La Jolla.
Les excavacions posteriors a Harris van confirmar les principals conclusions de Rogers i donaren com a resultat, després de l'examen per carboni-14 dels materials obtinguts, que els materials del complex San Dieguito trobats a Harris dataven de l'any 8200 aC.

## Característiques
Algunes de les característiques suggerides per a la identificació del complex San Dieguito, a més dels raspadors, que es presenten en abundància, inclouen peces bifacials produïdes per mitjà de percussió; pedres tallades amb forma de mitja lluna; puntes lítiques d'estil Lake Mohave i Lake Silver; escassetat o absència d'instruments de molta (metates) i absència de petits projectils i ceràmica.
Basant-se en l'evidència arqueològica, els canvis d'assentament i les transformacions tecnològiques observades en els materials oposats en les seves excavacions, Rogers va distingir tres fases cronològiques per al complex San Dieguito. No obstant això, molts arqueòlegs no empren aquestes subdivisions, a causa de les confusions originades pels canvis de la seva nomenclatura.
Les interpretacions del complex San Dieguito s'han modificat conforme avancen les indagacions arqueològiques. Alguns consideren als seus portadors com a grans caçadors, successors de la cultura Clovis del final del Plistocè. Uns altres els qualifiquen de farratjadors. Mentre que Rogers veia en el complex San Dieguito el producte d'una població diversa en el temps i en els seus components ètnics, altres investigadors consideren que hi ha una continuïtat cronològica entre aquest complex i el de La Jolla. Una interpretació més radical suggereix que San Dieguito no va ser, ni ètnica ni cronològicament, diferent de les altres cultures; sinó que es tractava de gents del mateix poble aplicades a un conjunt d'activitats especialitzades —lligades a la producció d'instruments de pedra— que van mantenir els trets del complex La Jolla durant gairebé tot l'Holocè.
Rogers va estendre la classificació San Dieguito a una àmplia regió del ponent d'Amèrica del Nord, reconeixent quatre grans regions: La Regió Central, corresponent al sud-est de Califòrnia, l'occident de Nevada i el nord-est de Baixa Califòrnia; la Regió Sud, que abasta el sud d'Arizona i el nord de Sonora. La Regió Sud-occidental comprèn el sud-oest Califòrnia i una part important de Baixa Califòrnia, i finalment la Regió Occidental, composta pel nord de Califòrnia. Els materials provinents del Gran Altiplà i havien estat associats al complex San Dieguito, són relacionats en treballs més recents amb el complex Lake Mohave. La nomenclatura del complex San Dieguito és emprada amb freqüència en l'anàlisi arqueològica del desert de Sonora, el nord de Baixa Califòrnia i el sud-oest californià.